# Richard Belcredi
Richard hrabě Belcredi (12. února 1823 Jimramov – 2. prosince 1902 Gmunden) byl rakouský politik z moravské větve původně italského šlechtického rodu Belcrediů; ministerský předseda Rakouska a český místodržící.

## Život

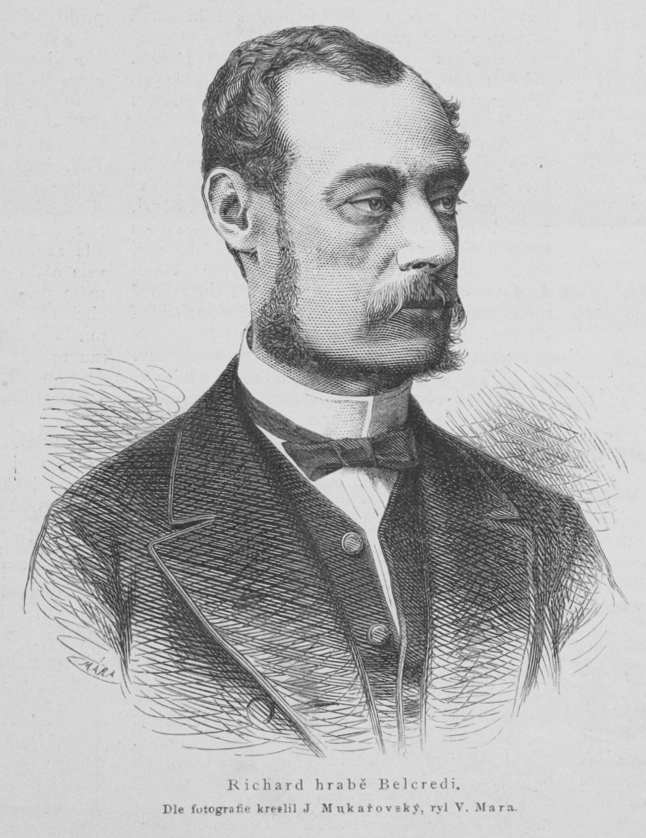
Hrabě Richard Belcredi

Pocházel ze starého lombardského patricijského rodu povýšeného v roce 1769 do hraběcího stavu a později usazeného na Moravě. Narodil se na zámku Jimramov jako mladší syn Eduarda Belcrediho (1786–1838) a Marie, rozené hraběnky Fünfkirchenové (1790–1860). Richard Belcredi studoval v Litomyšli gymnázium a v Praze a Vídni práva. V roce 1844 vstoupil do státních služeb jako konceptní praktikant u moravskoslezského gubernia, ještě téhož roku byl přidělen ke krajskému úřadu v Brně a od roku 1846 působil jako krajský komisař v Olomouci. V revolučním roce 1848 ze státní služby vystoupil a několik let žil ve Štýrském Hradci, kde se soukromě nadále vzdělával. Do státní správy se vrátil v roce 1854 jako krajský ve Znojmě, odkud byl v roce 1860 přeložen do Opavy na pozici místodržitelského rady a provizorního zemského hejtmana. V letech 1861–1863 byl zároveň poslancem Slezského zemského sněmu a Říšské rady (1861–1865). V roce 1862 se stal hlavou zemské vlády Rakouského Slezska (v jiných korunních zemích monarchie se tato funkce nazývala místodržícím). Ve Slezsku se prosadil jako vynikajicí řečník s právnickým přehledem obohaceným o zkušenosti ve státní správě.  
V dubnu 1863 byl povolán jako místodržitelský viceprezident do Prahy, kde se o rok později stal skutečným místodržitelem Českého království (1864–1865). Po rezignaci na poslanecký mandát ve Slezsku byl v doplňovacích zemských volbách v Čechách v únoru 1864 zvolen i na Český zemský sněm, kde zastupoval kurii velkostatkářskou. Rezignoval v říjnu 1865. Na sněm se vrátil ještě v doplňovacích volbách v září 1871.

### „Ministerstvo tří hrabat“
Poté, co se císař František Josef I. v roce 1865 zklamán odklonil od liberálů kolem ministerského předsedy Antona von Schmerlinga kvůli neustálým turbulencím (viz Dějiny Rakouska), věnoval se osobě Richarda Belcrediho, známého svým konzervativismem a jmenoval jej státním ministrem a ministerským předsedou. Ve vládě zároveň vedl správu ministerstva policie. Zprávu, že byl požádán, aby se ujal funkce státního ministra v čele vlády, přijal jako osobní oběť a ujal se jí pouze z pocitu zodpovědnosti věrného úředníka. Poté napsal své ženě: „císař je mnou přímo posedlý a prohlásil, že v této neveselé době plné nebezpečí ve mně spatřuje čestného muže, na kterého by se mohl bezvýhradně spolehnout. Kéž dostojím jeho očekávání a neodmítnu jedinou jeho naději“.
Ve funkci předsedy vlády proslul jako národnostně smířlivý politik se souhlasem pro zřízení samostatné správy jednotlivých zemí Rakouského císařství, souběžně prosazoval restruktualizaci výkonné a soudní moci. Do jeho politického programu decentralizace hodila vidle prusko-rakouská válka v roce 1866, kdy byl odsouzen k několikaměsíční nečinnosti, potýkal se s odporem centralistů a jeho bývalá popularita v Čechách značně utrpěla. Jako odpůrce rakousko-uherského vyrovnání nakonec na funkci prvního ministra rezignoval v únoru 1867.
Po odchodu z úřadu předsedy ministerské konference žil několik let v Ženevě, po návratu do Rakouska působil v letech 1881–1895 jako prezident Správního soudního dvora ve Vídni. V roce 1881 byl zároveň jmenován doživotním členem Panské sněmovny. Na půdě Panské sněmovny přednesl v roce 1882 projev k tématu rozdělení Karlovy univerzity na českou a německou část, tímto vystoupením znovu získal přízeň Čechů.
V posledních letech života pobýval v Gmundenu v Horním Rakousku, kde zemřel na mrtvici 2. prosince 1902 ve věku nedožitých osmdesáti let. Pohřben byl v rodové hrobce v Jimramově. 

## Tituly a ocenění
Jako příslušník staré šlechtické rodiny byl v roce 1857 jmenován c. k. komořím a ve funkci českého místodržitele obdržel v roce 1863 titul c. k. tajného rady s nárokem na oslovení Excelence. Byl nositelem několika vysokých státních vyznamenání, byl nositelem pruského Řádu koruny (1863) a po rezignaci na post ministerského předsedy obdržel v roce 1867 velkokříž Řádu sv. Štěpána. V roce 1878 byl jmenován rytířem Řádu zlatého rouna.

## Manželství a potomci
Oženil se 17. srpna 1854 ve Štýrském Hradci s baronkou Annou von Welden (1834–1918), dcerou generála Ludwiga Weldena. Měli spolu syna a dvě dcery.
- 1. Ludvík Egbert (4. 2. 1856 Znojmo – 6. 9. 1914 Líšeň), c. k. komorník, tajný rada, poslanec Moravského zemského sněmu a Říšské rady, manž. 1885 Marie von Franckenstein (25. 12. 1859 Mnichov – 9. 8. 1938 Gmunden)[26][27]
- 2. Marie Karolína (6. 5. 1858 Znojmo – 22. 1. 1912 Bordighera), manž. 1882 Maximilián svobodný pán von Vittinghoff (7. 7. 1854 Budíškovice – 29. 10. 1926 Alland), c. k. rytmistr[26]
- 3. Karolína Kristýna (20. 11. 1863 Praha – 29. 7. 1923 Gmunden), dáma Savojského ústavu šlechtičen ve Vídni[26]

## Zajímavost
V roce 1888 byla na jeho počest pojmenována jedna z významných pražských ulic, spojující Letnou s Holešovicemi jako Belcrediho třída. Tento název jí vydržel až do německé okupace a pak ještě krátce po skončení války. Od roku 1990 nese ulice jméno Milady Horákové.